# Organização para a Libertação do Povo do Afeganistão
A Organização para a Libertação do Povo do Afeganistão (em persa : سازمان آزادی‌بخش مردم افغانستان, Sazman-e Azadibakhsh-e Mardom-e Afeganistão, SAMA) era um grupo insurgente maoísta afegão, com maior influência na Província de Parwan.
Foi a principal organização político-militar de esquerda no Afeganistão, fundada em 1978, que lutou contra o regime pro-soviético do Partido Democrático do Povo do Afeganistão (PDPA) e contra o exército soviético, no contexto da Ruptura sino-soviética.
Era liderada por Majid Kalakani, que pretendia pretendia construir uma Frente Única de estilo maoísta de forças opostas ao governo pro-soviético do PDPA.
Tinha ligações com o Movimento Revolucionário Internacionalista, embora nem todos os seus integrantes foram maoístas.
Se opôs à Teoria dos Três Mundos, que era defendida pela Organização para a Libertação do Afeganistão, uma outra organização maoísta afegã.
Teve suas origens no "Eterna Chama", um movimento maoísta que atuou no Afeganistão entre as décadas de 1960 e 1970.
Durante a Guerra do Afeganistão (1979-1989), atacou comboios do exército soviético e instalações governamentais, para tomar armas e outros recursos, além de executarem assassinatos e sequestros, incluindo um de um general soviético.
Após a prisão de seu líder, Majid Kalakani, em 27 de fevereiro de 1980, teve início um declínio, além disso, começou a sofrer ataques do Hezb-e Islami Gulbuddin, organização fundamentalista liderada por Gulbuddin Hekmatyar, que fizeram com que tivesse que se retirar de suas posições em Kalakan e Koh Daman, em 1983.
Em 1983, agentes do PDPA se infiltraram na organização para tentar fazê-la se juntar ao governo na luta contra os fundamentalistas.
Como isso não ocorreu, o governou utilizou informações dos agentes infiltrados para prender cerca de 60 líderes da organização, o que gerou uma mudança na liderança.
A nova liderança entrou em negociações com o governo e começou a abandonar o maoísmo e sua estratégia para a Nova Democracia, causando deserções e divisões que deram origem ao surgimento de novos grupos maoístas.
Em 1989, a organização deixou de existir  .